# Kucsera Noémi
Kucsera Noémi (Szabadka, 2000. július 11. –) vajdasági magyar gitárművész. 2023 márciusában a Carnegie Hall színpadán koncertezett. 

## Családja
Zenekedvelő családba született, édesanyja zongorázott, édesapja zenekedvelő. A zongora születése óta az élete része volt, ezért a zene iránti érdeklődése nagyon hamar megmutatkozott.

## Tanulmányai
2007-ben megkezdte tanulmányait a Szabadkai Zeneiskolában, és nyolcévesen elkezdett gitározni. A zene iránti rajongása töretlen volt, mikor életében először fellépett közönség előtt, tudta, hogy ezzel szeretne foglalkozni. Az alapfokú zeneiskolában tanárai Antal István és Nikola Begović voltak.
2015-ben megkezdte tanulmányait Szabadkán, a Zeneművészeti Szakközépiskola gitár szakán, tanára Marko Srđević. 2019-ben beválasztották az iskola legjobb hat végzős hallgatója közé, és abban a megtiszteltetéseben lehetett része, hogy a Szabadkai Filharmonikus Zenekar kísérte a diplomakoncertje egy részét, ahol Joaquín Rodrigo Fantasía para un gentilhombre című művét adták elő. 2019-ben sikeres felvételt nyert a Szegedi Tudományegyetem Bartók Béla Művészeti Karára, tanárai Csáki András és Girán Péter tanársegéd. Egyetemi tanulmányai során számos versenyen ért el kimagasló eredményeket, és számtalan fellépése volt. 2022-ben alapképzésben maximális érdemjeggyel szerzett diplomát, majd ugyanebben az évben megkezdte tanulmányait mester fokozaton, szintén a Szegedi Tudományegyetem Bartók Béla Művészeti Karán. 2024-ben a sikeres diplomakoncertet követően mesteri fokozatot szerzett. 

## Koncertek
Számos koncertje volt szólóban, zenekarral és különböző kamarazenei felállásokban, Szerbiában, Magyarországon és az Egyesült Államokban. 

## Versenyek
- 2017: 11. Vojvodina Guitar Festival – harmadik helyezés
- 2018: 6. Nemzetközi Gitárverseny – első helyezés
- 2018: Szerbiai Országos Gitárverseny – harmadik helyezés
- 2021: The 4th International Moscow Music Competition – első helyezés
- 2021: France Music Competition – harmadik helyezés
- 2022: London Classical Music Competition – első helyezés
- 2022: Golden Classical Music Awards – abszolút első helyezés

## Videóklipek
2019-ben megvalósította gyermekkori álmát, és elkészítette első videóklipjét. Azóta folyamatosan ad ki zenei videókat, melyekkel egyfajta új irányzatot is teremtett, ugyanis próbálja képileg is a nézők elé varázsolni az adott mű hangulatát, illetve a saját érzelmeit is ecseteli ezekben a felvételekben. Ezzel egyidejűleg próbálja közelebb hozni az emberekhez a klasszikus zenét. Klipjei nagy odafigyeléssel vannak elkészítve, a legkisebb részletekig ki vannak dolgozva, valamint legtöbbje egyben bemutatja szülővárosa, Szabadka építészeti csodáit és értékeit. 

## Albumok
Első lemeze 2023 márciusában jelent meg Milonga néven, ahol felcsendül szenvedélyes tangó, tüzes flamenco dallamok és érzelmes szerenád.